# The After Party (film)
The After Party è un film del 2018 diretto da Ian Edelman, con Kyle Harvey, Harrison Holzer, Shelley Hennig, e Teyana Taylor. Scritto da Ian Edelman, e con Russell Simmons e Jake Stein come produttori esecutivi, il film fu prodotto dalla WorldStarHipHop e da Netflix.
Il film è stato distribuito il 24 agosto 2018 da Netflix.

## Trama
L'aspirante rapper Owen e il suo manager e amico d'infanzia Jeff trovano Rahmel in un bagno e iniziano a rappare, sperando in un contratto discografico. La persona nella stanza da bagno risulta non essere Rahmel ma il suo stagista, Bernard. Jeff convince Bernard a convincere Rahmel a venire al loro prossimo spettacolo in cambio del credito del produttore nel loro prossimo album.
Quando torna a casa da scuola, Owen incontra la sorella di Jeff, Alicia, e la invita al suo prossimo spettacolo. Jeff invita suo padre al prossimo spettacolo di Owen, che gli dice che deve concentrarsi maggiormente quando arriva ad Harvard. Owen sta parlando con suo padre nel backstage prima dello spettacolo per calmare i suoi nervi quando Jeff dice a Owen che vorrebbe che suo padre fosse più favorevole a lui. Incontrano Bernard, che ha portato Wiz Khalifa invece di Rahmel. Fumano erba con Wiz Khalifa prima che Owen si esibisca sul palco. Owen si esibisce bene sul palco, ma vomita su Wiz Khalifa. Il video di Owen diventa virale e all'aspirante rapper verrà dato il soprannome di "Seezah Boi". Owen decide di unirsi ai Marines, ma accetta di continuare a rappare e di non unirsi ai Marines se Jeff riuscirà a ottenere a Owen un contratto discografico entro venerdì.
Jeff si avvicina alle etichette discografiche ma scopre che nessuno vuole firmare "Seezah Boi". Jeff convince Jessica a organizzare un incontro tra Owen e Rahmel in un concerto di French Montana. Jeff convince Alicia ad unirsi a loro al concerto per 20000 $. Jeff va a prendere Owen nella costosa macchina di suo padre, ma Owen rifiuta di andare fino a quando non vede Alicia andare. Raggiungono il concerto ma non possono entrare perché non sono nella lista.
Alicia parte per andare alla festa del suo ragazzo. Owen trova Alicia alla festa e incontra il suo nuovo fidanzato Brooklyn. Bernard concede i pass VIP a Jeff per il concerto di French Montana in cambio del suo orologio. Jeff trova Owen e Alicia alla festa e li convince ad andare al concerto. Jeff cerca di convincere Owen e Alicia ad andare nel backstage, ma scelgono di guardare il concerto di fronte al palco. French Montana prende Alicia dalla folla e le fa la serenata, rendendo geloso Owen.
Alicia si dirige all'after party al Dream Hotel lasciando Owen, che non voleva lasciare indietro Jeff. Owen e Jeff si presentano al Dream Hotel ma non sono ammessi perché non sono nella lista e non hanno portato nessuna donna con sé. Vanno in uno strip club per portare con sé spogliarelliste. Si imbattono in una spogliarellista, Bl’asia, che li aiuta a entrare nella festa dopo che l'hanno aiutata ad allontanarsi dal suo ex fidanzato, Leon. Owen e Jeff entrano nella sala VIP dove vedono un omone calvo che porta Alicia in un'altra stanza. Jeff trova Jessica con Desiigner in una vasca idromassaggio a guardare i video di lontre. Gli dicono che Rahmel è tornato a casa. Owen e Jeff litigano dopo che Owen decide di arrendersi e tornare a casa. Owen fa freestyle alla festa e fa un dissing a Jeff e se ne va. Leon arriva all'after party. Bernard restituisce a Jeff l'orologio, quindi viene affrontato da Leon, che ruba l'orologio di Jeff. Jeff dà un pugno a Leon che lo abbatte dopo che la folla li incoraggia a combattere. Leon si alza e inizia a strangolare Jeff. Owen ritorna e colpisce Leon con una bottiglia che lo mette fuori combattimento. Scoppia una rissa nella stanza d'albergo. Un colpo di pistola viene sparato in aria e gli invitati si disperdono.
Fuori, Jeff cerca Owen e incontra Bernard che gli dà l'indirizzo dell'appartamento di Rahmel. Jeff trova Owen e si scusano l'un l'altro. Owen riconsidera di unirsi ai marine e pensa a un piano per ottenere un contratto discografico entro la mattina. Owen e Jeff guidano fino all'appartamento di Rahmel. Owen inizia a rappare sulla macchina del padre di Jeff ma non riceve risposta. Owen decide di salire la scala antincendio alla finestra di Rahmel. Mentre salgono, lo spray al peperoncino di Rahmel spruzza Jeff. Jeff e Owen raccolgono Alicia da un ristorante. Alicia saluta Owen e fa un patto per la prossima volta che si vedono. Jeff lascia Owen a casa sua dove suo padre sta aspettando sulla veranda. Owen restituisce l'orologio di Jeff che ha rubato Leon e dice addio. Dopo che Jeff ha rivelato il danno che ha fatto alla macchina di suo padre, entrano in una discussione prima che suo padre parta per una telefonata. Owen parte per i marines. Il padre di Jeff torna per terminare la conversazione, ma Jeff riceve una telefonata da French Montana che gli offre un contratto discografico. Dopo che è stato rivelato che un video di Owen freestyling nella lotta contro Leon alla festa è diventato virale, molte case discografiche offrono a Owen un contratto discografico. Jeff chiama Owen per rivelare la notizia. Owen ritorna e sveglia Alicia per soddisfare il loro patto.

## Produzione
Nel settembre 2017, è stato annunciato che Ian Edelman avrebbe scritto e diretto The After Party per Netflix. Kyle Harvey, Harrison Holzer, Shelley Hennig, Teyana Taylor, Jordan Rock, Amin Joseph, Andy Buckley e Blair Underwood si sono uniti al cast del film.

### Riprese
La fotografia principale è iniziata a settembre 2017. Le riprese sono state programmate per durare sei settimane in location a New York tra cui The Meadows Music & Arts Festival e il Gramercy Theatre.